# Guta d'Asburgo
Guta d'Asburgo o Giuditta (Rheinfelden, 13 marzo 1271 – Praga, 21 maggio 1297) è stata regina di Boemia dal 1285 fino alla sua morte.

## Biografia

### Famiglia
Ultima figlia del conte Rodolfo d'Asburgo (poi imperatore Rodolfo I), e della sua prima moglie, Gertrude di Hohenberg.

### Matrimonio
Quando aveva cinque anni, divenne oggetto dei piani politici di suo padre: il 21 ottobre 1276 Rodolfo I accettò l'omaggio al suo acerrimo rivale Ottocaro II nella capitale austriaca di Vienna, e per suggellare la pace, entrambi decisero che Guta avrebbe dovuto sposare il figlio ed erede di Ottocaro, il principe Venceslao II. L'accordo, tuttavia, non durò e il conflitto scoppiò di nuovo, finendo con la sconfitta finale e la morte di Ottocaro nella Battaglia di Marchfeld.
Per assicurarsi il suo dominio, Rodolfo I intraprese una politica matrimoniale vincente. Le sorelle maggiori di Guta sposarono re e sovrani potenti: nel 1273 Matilde sposò il duca Luigi II di Baviera, e sua sorella Clemenza sposò il principe Carlo Martello d'Angiò, Agnese sposò il duca Alberto II di Sassonia e Hedwig sposò il margravio Ottone VI di Brandeburgo.
Dopo la morte del re Ottocaro, il margravio Otto V, aveva la custodia del principe Venceslao II, in qualità di reggente boemo. Dopo i conflitti che sorsero con la vedova Cunegonda di Slavonia, Ottone V prese come suo prigioniero il principe nel castello di Bezděz e nella fortezza ascaniana di Spandau nel Brandeburgo.
Come parte di un processo di riconciliazione, il fidanzamento formale tra Guta e Venceslao II fu rinnovato nel 1279 a Jihlava; tuttavia, la coppia di sposi non si incontrò fino al gennaio del 1285, quando una cerimonia di matrimonio fu tenuta nella città di Eger. La cerimonia a Cheb è stata seguita da una notte di nozze "festosa", ma poco dopo, il re Rodolfo riportò Guta in Germania, poiché era ancora giovane. Inoltre, il secondo matrimonio morganatico della madre di Venceslao, Cunegonda, con il nobile boemo Zavis di Falkenstein apparve inaccettabile per il re.
Sebbene Cunegonda morì più tardi in quell'anno e Venceslao II aveva prestato giuramento di fedeltà a Rodolfo per ricevere la sua eredità boema, la sua incoronazione come re di Boemia doveva essere rinviata poiché Guta non era presente. Nell'estate del 1287, alla fine lasciò la sua famiglia in Germania e andò alla corte di Praga per stare con suo marito. Un anno dopo, Venceslao ha assunto il potere politico. Come il re Rodolfo, Guta odiava il patrigno di Venceslao, Zavis di Falkenstein. Guta esortò Venceslao a portare Zavis in giudizio e fu infine arrestato e giustiziato nel castello di Hluboká nel 1290, cinque anni dopo la morte di Cunegonda.
Guidata dalla famiglia, acquisì una notevole influenza sul giovane sovrano e incoraggiò i suoi propositi di espansione in Slesia e in Polonia.

### Regina di Boemia
Guta introdusse nella corte boema le usanze tedesche e occidentali, in particolare la cavalleria, proseguendo quindi il processo di apertura della Boemia al mondo occidentale avviato da Cunegonda di Svevia, moglie del predecessore di Venceslao II, il nonno Venceslao I, fino a fare di Praga uno dei più importanti centri culturali della Mitteleuropa.
Si adoperò affinché vi fosse una riconciliazione fra il fratello, il duca d'Austria Alberto I d'Asburgo, e il marito, e i due cognati in effetti per alcuni anni strinsero un'alleanza che resistette fino all'invasione della Boemia da parte di Alberto, poco tempo prima della morte di Venceslao (1304).
La regina giocò quindi un ruolo non secondario nella politica estera del Regno di Boemia.

### Morte
Venne incoronata, insieme al marito, nel 1297. Non era in salute in quel momento, avendo appena dato alla luce il suo decimo figlio. Morì poche settimane dopo, il 21 maggio a Praga. Era rimasta incinta durante molti dei suoi dodici anni di matrimonio, dando alla luce quasi una volta all'anno. Morì poco dopo aver dato alla luce il suo decimo figlio, una bambina nata morta. Nel 1303 suo marito sposò la principessa Elisabetta Richeza di Polonia, che gli diede un'altra figlia, Agnese.
Secondo le cronache familiari, Guta era descritta come bella, nobile e virtuosa. Sostenne la richiesta del marito sul Regno di Polonia, e riuscì a succedere a Przemysł II nel 1296. Tutti i sovrani asburgici sulle terre della Boemia dal 1526 in poi discendeva da Guta attraverso sua figlia Elisabetta.

## Discendenza
Guta e Venceslao ebbero dieci figli, ma solo quattro sopravvissero:
- Přemysl Otakar (6 maggio 1288-19 novembre 1288);
- Venceslao (6 ottobre 1289-4 agosto 1306);
- Anna, gemella di Venceslao, (6 ottobre 1289-1292);
- Anna (Anna Přemyslovna) (10 ottobre 1290-3 settembre 1313), sposò Enrico di Carinzia e Tirolo;
- Elisabetta (Eliška Přemyslovna) (20 gennaio 1292-28 settembre 1330), sposò Giovanni di Lussemburgo.
- Guta (1293-1294);
- Giovanni (3 marzo 1293-3 agosto 1294);
- Giovanni (26 febbraio 1294-1 marzo 1295);
- Margherita (Markéta Přemyslovna) (21 febbraio 1296-8 aprile 1322), sposò Boleslao III il Generoso, duca di Wrocław;
- Guta (nata e morta il 21 maggio 1297).

## Ascendenza
|                         |                          |                           | Genitori                           |  |  | Nonni |  |  | Bisnonni           |  |  | Trisnonni            |  |
|                         |                          |                           |                                    |  |  |       |  |  | Rodolfo il Vecchio |  |  | Alberto III il Ricco |  |
|                         |                          |                           |                                    |  |  |       |  |  | Rodolfo il Vecchio |  |  | Alberto III il Ricco |  |
|                         |                          | Ida di Pfullendorf        |                                    |  |  |       |  |  | Rodolfo il Vecchio |  |  |                      |  |
| Alberto IV il Saggio    |                          |                           |                                    |  |  |       |  |  | Rodolfo il Vecchio |  |  |                      |  |
|                         |                          | Agnese di Staufen         | Goffredo di Staufen                |  |  |       |  |  |                    |  |  |                      |  |
|                         |                          | Agnese di Staufen         | Goffredo di Staufen                |  |  |       |  |  |                    |  |  |                      |  |
|                         |                          | Agnese di Staufen         | …                                  |  |  |       |  |  |                    |  |  |                      |  |
| Rodolfo I d'Asburgo     |                          | Agnese di Staufen         |                                    |  |  |       |  |  |                    |  |  |                      |  |
|                         |                          | Ulrico III di Kyburg      | Hartmann III di Dillingen e Kiburg |  |  |       |  |  |                    |  |  |                      |  |
|                         |                          | Ulrico III di Kyburg      | Hartmann III di Dillingen e Kiburg |  |  |       |  |  |                    |  |  |                      |  |
|                         |                          | Ulrico III di Kyburg      | Richenza di Lenzburg               |  |  |       |  |  |                    |  |  |                      |  |
| Edvige di Kyburg        |                          | Ulrico III di Kyburg      |                                    |  |  |       |  |  |                    |  |  |                      |  |
|                         |                          | Anna di Zähringen         | Bertoldo IV di Zähringen           |  |  |       |  |  |                    |  |  |                      |  |
|                         |                          | Anna di Zähringen         | Bertoldo IV di Zähringen           |  |  |       |  |  |                    |  |  |                      |  |
|                         |                          | Anna di Zähringen         | Elvige di Frohburg                 |  |  |       |  |  |                    |  |  |                      |  |
| Matilde d'Asburgo       |                          | Anna di Zähringen         |                                    |  |  |       |  |  |                    |  |  |                      |  |
|                         | Burcardo IV di Hohenberg | Burcardo III di Hohenberg |                                    |  |  |       |  |  |                    |  |  |                      |  |
|                         | Burcardo IV di Hohenberg | Burcardo III di Hohenberg |                                    |  |  |       |  |  |                    |  |  |                      |  |
|                         | Burcardo IV di Hohenberg | Cunegonda di Grünberg     |                                    |  |  |       |  |  |                    |  |  |                      |  |
| Burcardo V di Hohenberg | Burcardo IV di Hohenberg |                           |                                    |  |  |       |  |  |                    |  |  |                      |  |
|                         |                          | Valpurga di Aichelberg    | Luitoldo di Aichelberg             |  |  |       |  |  |                    |  |  |                      |  |
|                         |                          | Valpurga di Aichelberg    | Luitoldo di Aichelberg             |  |  |       |  |  |                    |  |  |                      |  |
|                         |                          | Valpurga di Aichelberg    | ? di Otterswang                    |  |  |       |  |  |                    |  |  |                      |  |
| Gertrude di Hohenberg   |                          | Valpurga di Aichelberg    |                                    |  |  |       |  |  |                    |  |  |                      |  |
|                         |                          | Rodolfo II di Tubinga     | Rodolfo I di Tubinga               |  |  |       |  |  |                    |  |  |                      |  |
|                         |                          | Rodolfo II di Tubinga     | Rodolfo I di Tubinga               |  |  |       |  |  |                    |  |  |                      |  |
|                         |                          | Rodolfo II di Tubinga     | Matilde di Gleiberg                |  |  |       |  |  |                    |  |  |                      |  |
| Matilde di Tubinga      |                          | Rodolfo II di Tubinga     |                                    |  |  |       |  |  |                    |  |  |                      |  |
|                         |                          | ? di Ronsberg             | Enrico di Ronsberg                 |  |  |       |  |  |                    |  |  |                      |  |
|                         |                          | ? di Ronsberg             | Enrico di Ronsberg                 |  |  |       |  |  |                    |  |  |                      |  |
|                         |                          | ? di Ronsberg             | Udihilda di Gammertingen           |  |  |       |  |  |                    |  |  |                      |  |
|                         |                          | ? di Ronsberg             |                                    |  |  |       |  |  |                    |  |  |                      |  |